# ハルト・インターナショナル・ビジネススクール
ハルト・インターナショナル・ビジネススクール（英: Hult International Business School (Hult IBS)）は、アメリカ合衆国マサチューセッツ州ボストン・ケンブリッジを拠点にする私立ビジネススクールである。
1964年に世界最初の経営戦略コンサルティング・ファームであるアメリカのアーサー・D・リトルによって設立された。2003年に学校名を変更したため、Hult IBSの名称としての歴史は浅いが伝統はあり、2025年現在、同校はメインキャンパスとしてボストン、ロンドン、ドバイ、サブキャンパスとしてサンフランシスコ、ニューヨーク、シンガポールでスクールを運営している。

## 沿革
2003年にスウェーデンの教育機関であるEF Education FirstがArthur D. Little School of Managementを買収し、創立者の名前を取って、Hult International Business Schoolと改名し現在に至る。現在でもコンサルティングファームが設立したビジネススクールであるという潮流が残っており、グローバルに活躍できるリーダーを育成することを使命として、国際的なビジネス感覚を養うことができる環境を整えている。他の2年制ビジネススクールと同数の単位を1年で取得する必要があるため、非常に負荷の高いカリキュラムをこなさなければならない。ほとんどの2年制MBAが金曜日を休校日としているのに対し、Hult IBSでは原則土日以外は通学する必要がある（まれに土曜日も授業が行われる）。また、他の2年制MBAで与えられる長期のバケーションはなく、学期が変わる際に与えられる1週間のみのバケーションが年間を通して3度存在するのみである。この点に関して、大学側としては“学生にタイムマネジメントを習熟させる”という意図があるとされる。現在は、ボストン以外にも、メインキャンパスとしてサンフランシスコ、ロンドン、ドバイ、サブキャンパスとしてニューヨーク、シンガポールの6つのキャンパスを設立し、生徒がメインキャンパスを選ぶことができる仕組みになっている。また2009年度に、英国ロンドンを拠点にしていたHuron University (英語版) と合併。

## 特徴

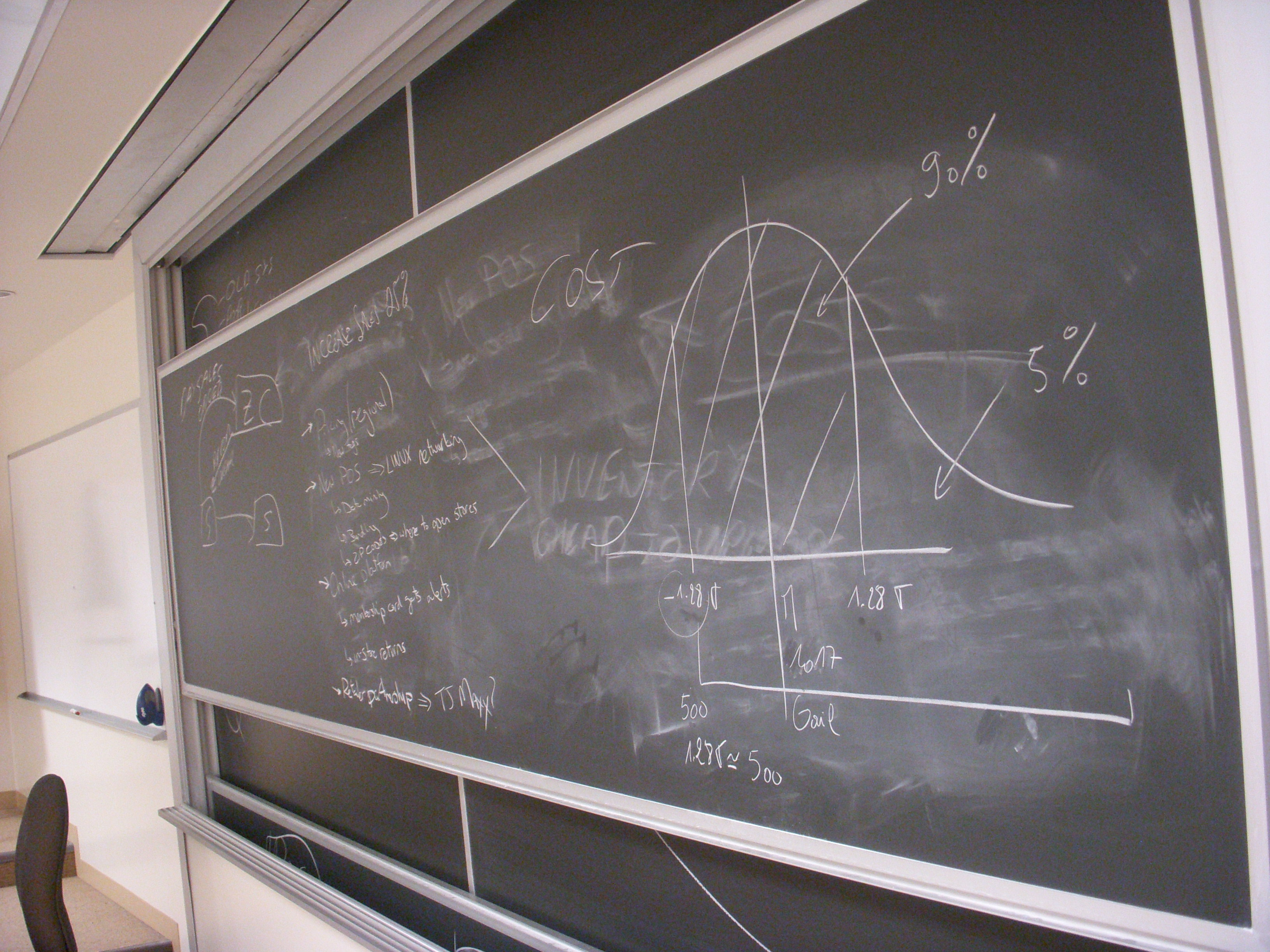
Boston Campus

1. 1年制のMBA/Mscプログラム+半年間のデュアルディグリー
2. 国際的な環境（Class of 2022の国籍数:170）
3. ４つのメインキャンパスキャンパス（ボストン・サンフランシスコ・ロンドン・ドバイ）と2つのサブキャンパス（ニューヨーク・シンガポール）
4. ケーススタディやプロジェクトを組み込んだ実践的教育法 (アクション・ラーニング)
5. 現役コンサルタントによる講義
6. 平均職務年数：7年 平均年齢：33歳 (MBA)
7. 170カ国、31,000人以上の卒業生ネットワーク

特筆すべきは、ひとつには国際性が挙げられる。留学生が在学生の構成要素90％以上を占め、異文化のマネジメント手法の違いを理解することを目的とした授業も行われている。国際性が評価の主な基準とされるフィナンシャル・タイムズの International Mobility ランキングでは 1桁台ランクをキープし続けている。
ふたつめに特筆すべきは、“コンサルティングファームが設立したビジネススクール”ということに起因する、コンサルティングファームとの強い結びつきである。現在も、アーサー・D・リトルに在籍するコンサルタントが教鞭を執る。また、IXLセンターとよばれる、企業にイノベーションを提言する組織を本校が母体として支えている。IXLセンターには多くのコンサルタントが在籍し、ときに教授として、ときにゲストスピーカーとして生徒に情報を発信している。加えて、実際に存在する企業にコンサルタントとして参画し、プレゼンテーションを行うALP（アクションラーニングプログラム）は、全生徒に対して必修科目となっている。
もうひとつの特徴として、ロテーションプログラムと呼ばれるキャンパスチェンジのシステムが挙げられる。在学生は、合計3モジュール（Msc）/合計4モジュール（MBA）（Hult IBSではセメスターの代わりにモジュールという呼称を使用）の修了後、自由にキャンパスを変更することが可能である。例えば、1〜4モジュールをボストンで過ごし、その後ニューヨークやシンガポール、ドバイまたはロンドンで過ごすことができる。この点において、大学側は、学生がビジネスにおける主要都市で学ぶことができる機会を最大化することを目的としている。ただし、ロケーションチェンジの機会は所定の成績を収めた生徒のみに与えられる。

## IXLセンター
前述のとおり、本組織は企業にイノベーションを提言することを目的として、Hult IBSとアーサー・D・リトルのスポンサーを受け設立された。
また、独立した授業を提供しており、所定の単位数を取得した学生にはcertificationが与えられる。これらの授業は、MBAのクレジットとしても認められるとされている(取得後、MBAの単位として申請を出す必要がある)。
- オフィス ： トロント, ボストン, サンパウロ, ドバイ, ソウル, ボルツァーノ
- トレーニングセンター ： ロンドン, 上海

ミッションは以下の通り。
We help you BUILD INNOVATION CAPABILITIES to get breakthrough results through:
- Training, workshops, & speeches
- Research to gain unique insights
- A community of thought-leaders and practitioners

## The Global Case Challenge

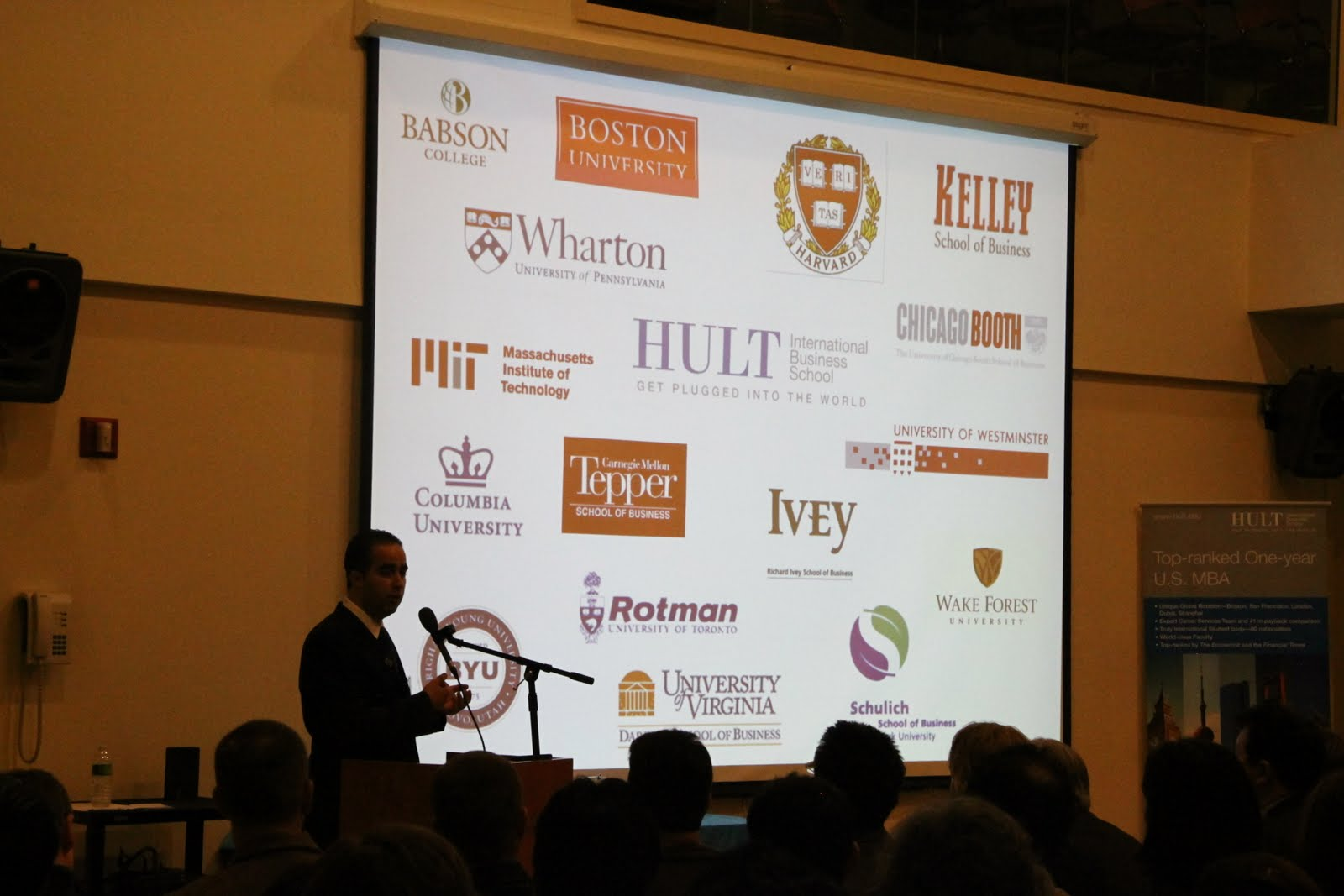
Hult Global Challenge

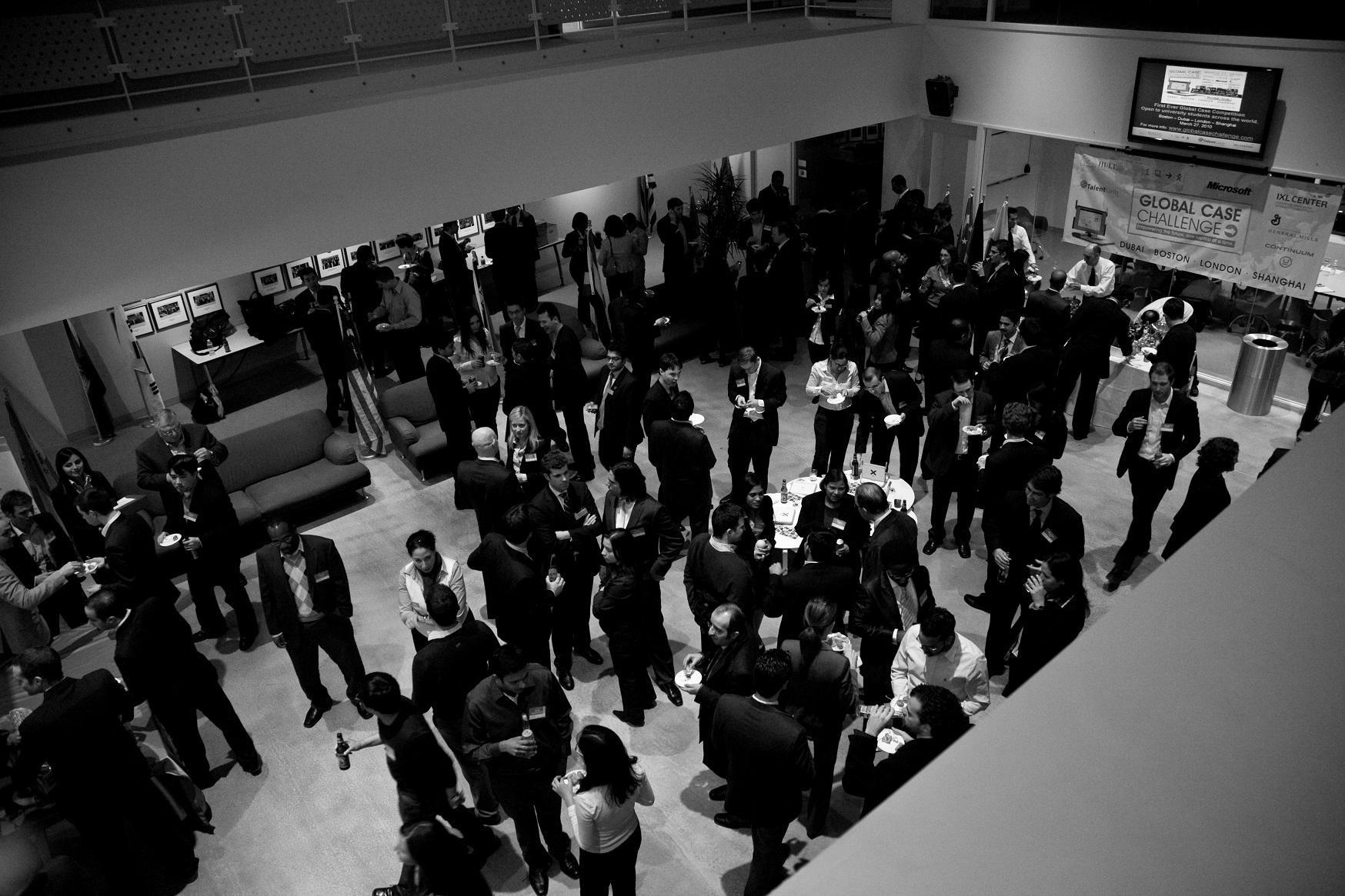
At campus

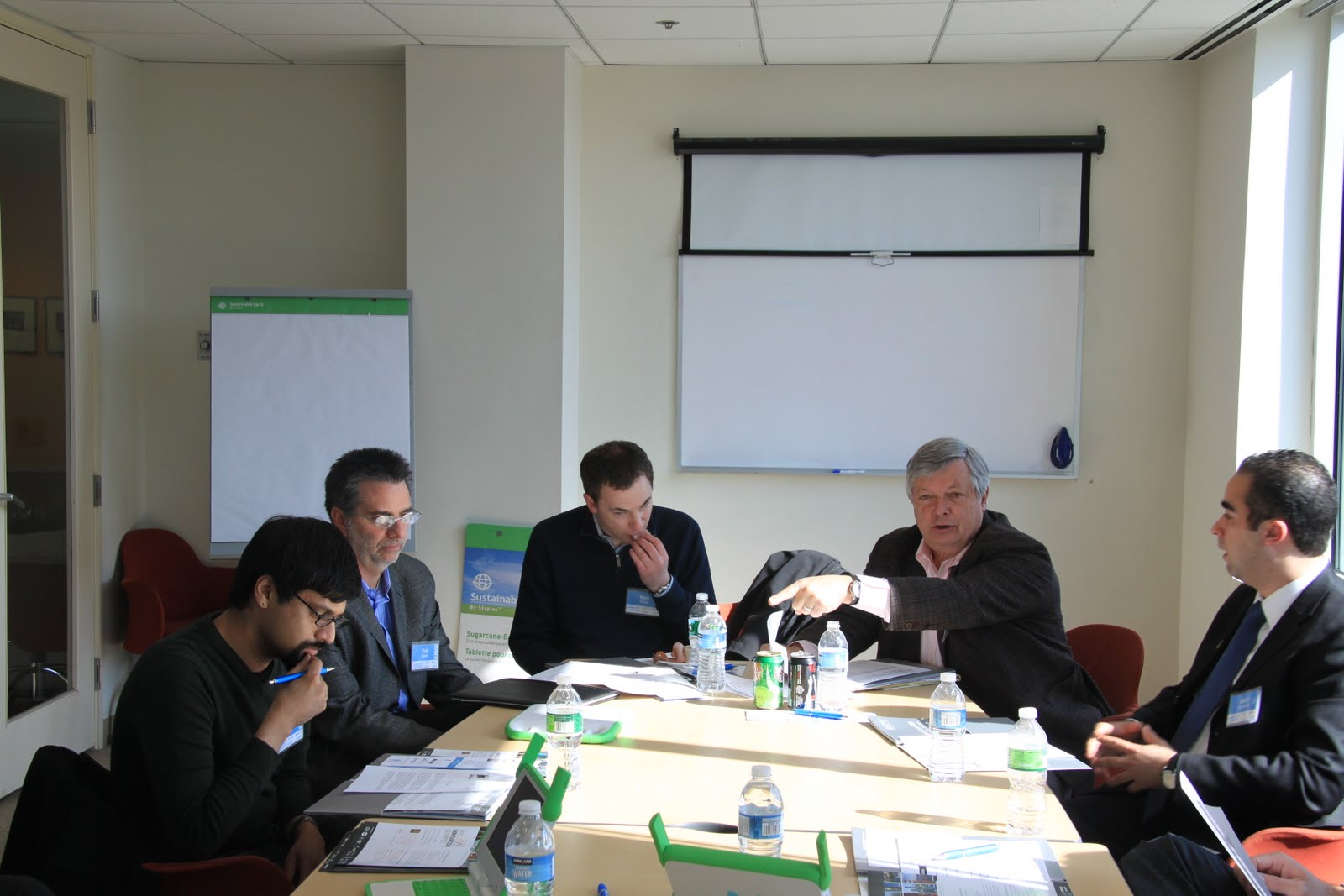
Hult Global Challenge sponsors

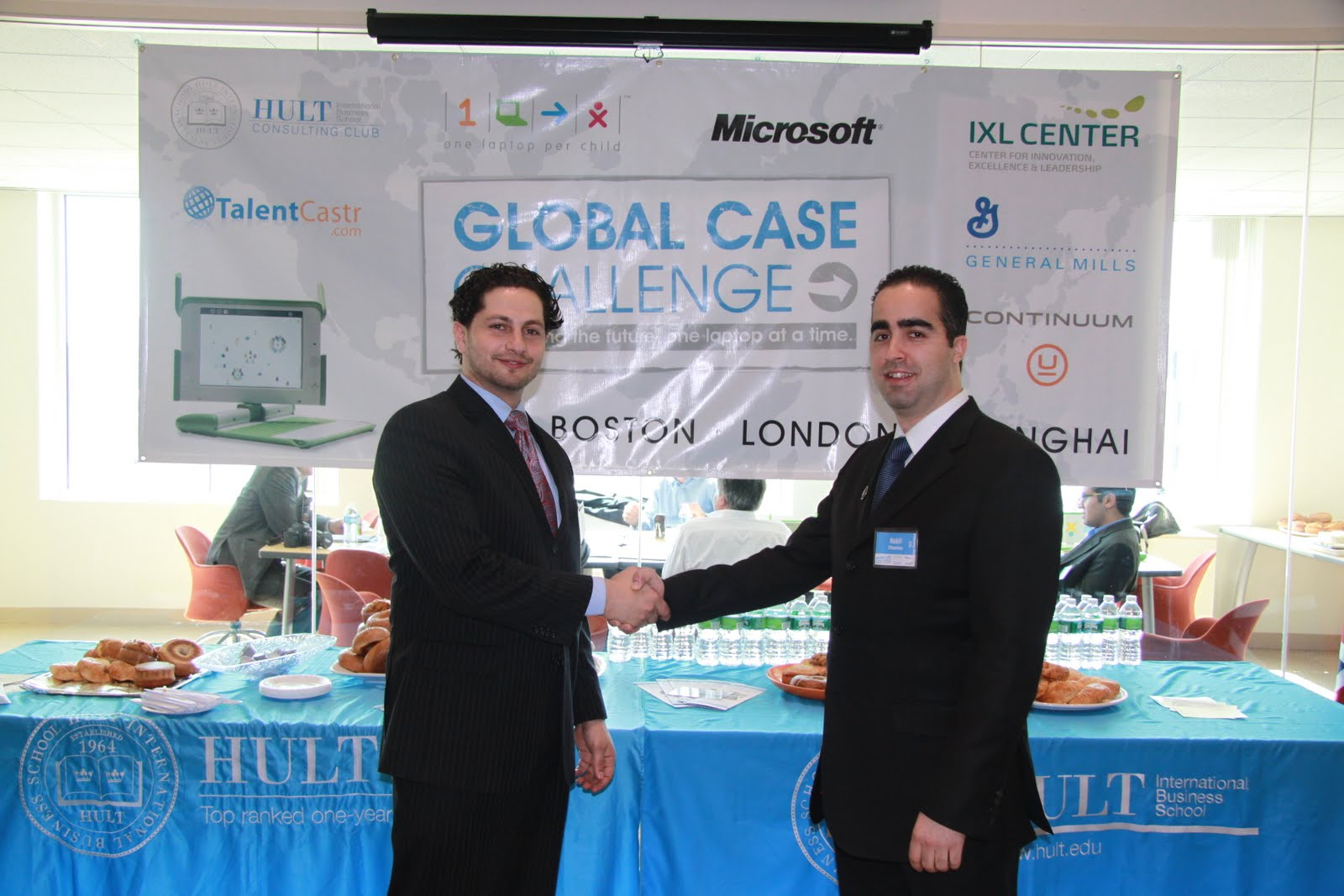
Founders

Hult IBSのコンサルティングクラブは、同校の約半数の生徒が所属する、最も活気のあるクラブである（コンサルティングファームとの強いつながりが、ここにも顕れている）。
同クラブは、2009年より“The Global Case Challenge”と呼ばれるコンペティションを主催しており、世界中から様々なMBAスクールが各々のビジネスプランを競い合う場を提供している。
以下原文ママ
The Global Case Challenge is a unique case style competition that crowd sources innovative ideas from the world's best and brightest business minds. The "GCC" was created by business students* who wanted to create an innovative global platform to provide solutions that attempt to solve the social and economic problems that plague our world.
概略（2009年のデータ参照）
会場
ボストン, ドバイ, ロンドン, サンフランシスコ, 上海
審査員
以下の全てのスポンサー企業より、役員が審査員として参画。
- ボストン・コンサルティング・グループ
- マッキンゼー・アンド・カンパニー
- ドイツ銀行
- スタンダードチャータード銀行
- マイクロソフト
- Clinton Foundation
- ジャガーランドローバー
- ジョンソン・エンド・ジョンソン

結果
ドバイにおいては優勝。トップ校の集う激戦区ボストンでは、Hult IBSはテッパー・スクール・オブ・ビジネスに敗れるも、優勝候補であるハーバード・ビジネス・スクール、マサチューセッツ工科大学、ウォートン・スクールを破り2位につけた（2022年は1位）。Londonキャンパスで行われたThe Global Case Challengeでは、インペリアル・カレッジ・ロンドンが優勝し、Hult IBSは選外という結果に終わっている。
このThe Global Case Challengeは、Middle Eastにおいてビジネスに特化したニュースを配信しているAMEinfo.comにより取り上げられたため、今後より多くの参加校が見込まれる。

## コーポレートアドバイザリーボード

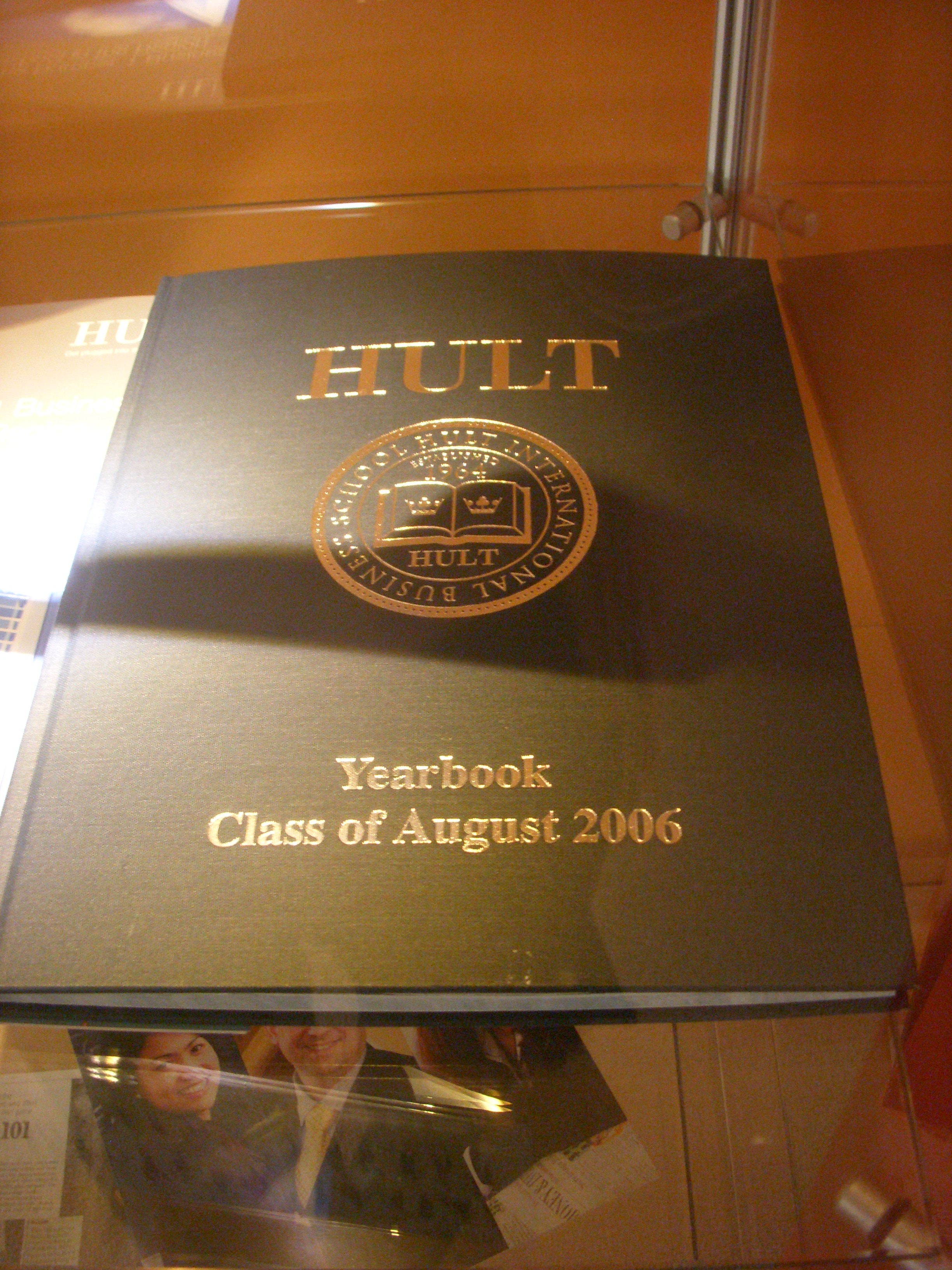
Year Book 2006

Hult IBSのコーポレートアドバイザリーボードは、カリキュラムの質の向上を目的に、グローバル企業の上級管理職者から構成されている。メンバーは下記の通り。
- Martin Markus - マッキンゼー・アンド・カンパニーの取締役
- Peter Sands (英語版) - スタンダードチャータード銀行の最高経営責任者
- James Cormier - JPモルガン・チェースの業務執行取締役
- Gregory M. Allard - Liberty Mutualの元重役
- Dr. Patrick Courtin - ディジタル・イクイップメント・コーポレーションの元重役
- Dr. Thomas Esselman - Altran USA Holding Inc. の社長
- Andrew Kyzyk - Altranの最高技術責任者

## 歴史
1964年世界で最も古い経営コンサルティングファームの一つであるアーサー・D・リトルがマネージメント教育機関を設立。後にトップビジネススクールプログラムのモデルとなる。
1976年アメリカにおけるトップビジネスプログラムの認定機関である The New England Association of Schools and College (NEASC) に正式に認定される。
1998年フォーブスが Hult IBS のアクションラーニングプログラムをその誌面に“個性溢れる”として紹介する。
2003年創立者である Bertil Hult の名前をとり、学校名を Hult Internatinoal Business School と改名すると同時に、キャンパスをボストンのケンブリッジに移動する。
2005年Hult IBSの1年制MBAプログラムが The accerditation of the Association of MBAs (AMBA) に認定される。
2007年上海キャンパスを設立（夏季選択科目期間のみ）。
2008年ドバイキャンパスを設立。U.A.E.で初めて公式に認定されたアメリカの教育機関となる。
2009年ロンドンを拠点にするHuron Universityと合併。ロンドンキャンパスをオープンする。
2010年サンフランシスコ校開校。
2011年
上海キャンパスを設立。
2014年
ニューヨーク・キャンパスを設立（夏季選択科目期間のみ）。
2018年
米国史上初のトリプル・クラウン（AACSB・AMBA・EQUIS）を達成。

## プログラム
1. グローバルMBA留学プログラム
2. 一年制MBAプログラム，アメリカ校（ボストン、サンフランシスコキャンパス）
3. 一年制MBAプログラム、イギリス校（ロンドンキャンパス）
4. MBAプログラム、ドバイキャンパス
5. 国際経営学修士プログラム

項目4にあたるMaster of Financeについては、2009年よりフルタイムMBAにて所定の成績を収めた学生に対し、無償で提供されることとなった。2009年4月23日に共同通信が報じたところによると、この“MBA＋ファイナンス”の18か月コースは、以下の業界を目指す学生に向けて設計されている。
- 投資銀行、商業銀行、小口金融
- 投資運用、ヘッジ・ファンド、証券分析、証券代行業務
- 営利・非営利団体の財務
- 起債市場、取引およびリスク管理
- 会計事務所、監督機関、投資家向け広報

演習項目には、財務分析、企業評価、 投資銀行業務、ポートフォリオ分析、投資戦略、金融商品、資本市場などが含まれ、MBAプログラムにて基礎固めを行った後、ファイナンスコースにて専門性を養うカリキュラムが組まれている。

## 認定機関
- NEASC
- Association_of_MBAs